# 4136-os mellékút (Magyarország)
A 4136-os számú mellékút egy majdnem pontosan 6 kilométer hosszú, négy számjegyű országos közút Szabolcs-Szatmár-Bereg vármegye keleti részén; Cégénydányádot köti össze Fehérgyarmattal, illetve Ököritófülpös belső közlekedésében játszik szerepet. Hajdan ennél jóval fontosabb út lehetett, mert az említett települések mindegyikét összekötötte a másik kettővel, a Szamos folyón egykor működött komp segítségével, de működő révátkelő hiányában már hosszú ideje nem járható végig.

## Nyomvonala
Fehérgyarmat déli határszélén ágazik ki a 4127-es útból, annak 29+400 kilométerszelvénye közelében, dél felé. Szinte azonnal átlépi Cégénydányád határát, de e község belterületének északi szélét csak a 2. kilométere táján éri el. Mintegy 150 méterrel arrébb egy elágazáshoz ér: kelet felé itt ágazik ki belőle a 4137-es út, a 4136-os pedig nyugatnak fordulva folytatódik, Rákóczi Ferenc utca néven; így halad el, 2,8 kilométer után a természetvédelmi oltalom alatt álló helyi kastélypark északi széle mellett is.
3,3 kilométer elérése előtt az út kilép a községből és külterületek közt, illetve hamarosan már a Szamos hullámterében folytatódik. 3,5 kilométer után azonban megszakad a kilométer-számozása és a nyomvonala is; régen egy kompfelhajtóhoz vezetett, majd a komp túlsó oldalától haladt tovább, de ezen a helyen már régóta nincs működő révátkelő.
A Szamos túlsó partján még nagyjából fél kilométeren keresztül húzódik cégénydányádi területen, majd a negyedik kilométerét elhagyva Ököritófülpös területére ér. A településhatárt keresztezve szinte azonnal Fülpös településrész belterületei között folytatódik, Árpád utca néven, délnyugati irányban, majd átszeli a folyó itteni holtágát, melynek túlsó partján már a község központjában halad tovább. Változatlan néven, de déli irányban teljesíti utolsó métereit, így ér véget, beletorkollva a 49-es főútba, annak 34+400 kilométerszelvénye közelében.
Teljes hossza, az országos közutak térképes nyilvántartását szolgáló kira.gov.hu adatbázisa szerint 6,002 kilométer (utolsó kilométerszelvénye az oldal adatai szerint 5+1002).

## Települések az út mentén
- (Fehérgyarmat)
- Cégénydányád
- Ököritófülpös

## Története
A Kartográfiai Vállalat által 1970-ben kiadott, 1:525 000 léptékű Magyarország autótérképe még egybefüggően végigjárható útként tünteti fel, Cégénydányád és Ököritófülpös közt a Szamos átszelésénél a kompátkelésre utaló térképi ikont alkalmazva. Későbbi térképekről az ilyen utalások már eltűnnek.
A Szamos ezen szakaszának szabályozása előtt egyébként nemcsak a mai Cégénydányádot alkotó két település, de a mai Ököritófülpös Fülpös településrésze is a folyó jobb parti oldalán helyezkedett el. Ha ez az út, vagy korabeli elődje már a szabályozás ideje előtt is létezett, akkor a nevezett községek között nem is kellett a Szamost kereszteznie, illetve a folyó áthidalására Fülpös és Ököritó között kellett megoldást találnia.